# Sena
|  | Per a altres significats, vegeu «Sena (desambiguació)». |

El Sena (en francès la Seine) és un riu francès que fa 776 km de llarg i que desenvolupa el seu curs fluvial a la conca de París i als voltants de Troyes i Rouen. Neix a Source-Seine i desemboca al canal de la Mànega.
L'origen del nom Sena prové de la deessa Sequana, que donava nom al riu els segles I i II.

## Geografia
Per als mariners i als serveis de navegació el Sena es divideix en: 
- Petit Sena: va de Mussy-sur-Seine a Montereau-Fault-Yonne
- Alt Sena: va de Montereau-Fault-Yonne a París
- Sena Parisenc: París
- Baix Sena: va de París a Rouen
- Sena Marítim: va de Rouen al mar
- Desembocadura: estuari

El feble pendent de la vall del Sena (Illa de França i Normandia) ha causat la formació de múltiples i profunds meandres.
El Sena és una via navegable molt important que connecta París amb el canal de la mànega. Per això, dos dels ports fluvials més importants són el de París i el de Rouen.
També hi ha nombroses indústries situades al llarg de la vall del Sena, sobretot: l'automòbil, petroquímica, centrals tèrmiques i centrals nuclears.

### Principals afluents
| - l'Ource (D) - 100 km - el Barse (D) - 50 km - l'Aube (D) - 248 km - el Noxe (D) - 34 km - el Voulzie (D) - 44 km - el Yonne (E) - 293 km | - el Loing (E) - 166 km - l'Essonne (E) - 90 km - l'Orge (E) - 50 km - el Yerres (D) - 93,5 km - el Marne (D) - 525 km - el Bièvre (E) - 36 km | - l'Oise (D) - 302 km - l'Epte (D) - 100 km - l'Andelle (D) - 54 km - l'Eure (E) - 225 km - el Risle (E) - 140 km, desemboca a l'estuari del Sena |

D. afluent de la riba dreta. E. afluent de la riba esquerra.

## Història

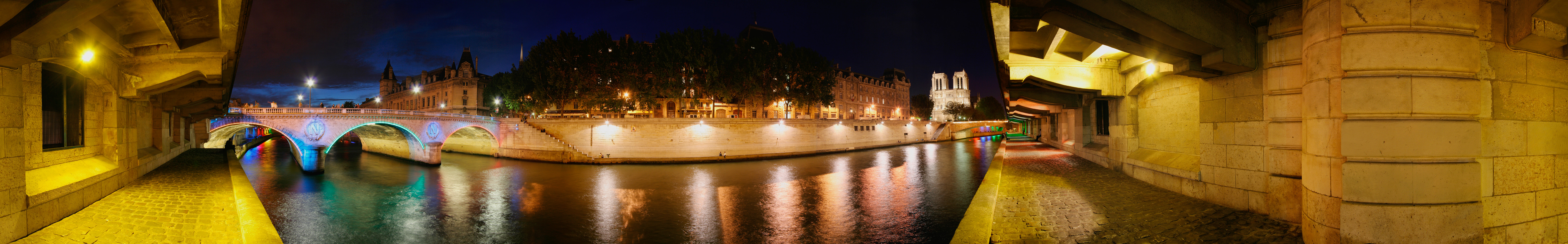
Vista de 180° del Sena a París. A la dreta Notre-Dame i a l'esquerra el pont Saint-Michel

El nom del riu Sena apareix en textos molt antics. La primera situació té lloc l'any 358 i és relatat per Julià l'Apòstata. El 875 les bandes de vikings assetjaren París i s'instal·laren, de manera permanent, a la desembocadura del Sena.
El 1684 el rei Lluís XIV va inaugurar la màquina de Marly que servia per bombar l'aigua del riu per tal d'alimentar els jocs d'aigües del parc de Versalles.
Amb la construcció del pont de l'Alma, inaugurat per Napoleó III el 2 d'abril de 1856, l'estàtua d'un zuau (zouave) a peu servia d'instrument popular de mesura de les crescudes del Sena. L'administració mesura el nivell de les crescudes al pont de la Tournelle.
A partir del 1830 s'inicia la construcció de preses i rescloses. El 1944, durant la Segona Guerra Mundial s'hi van produir molts bombardejos que apuntaven, sobretot llocs estratègics, com ara el Pont de Tancarville, Pont de Brotonne, pont de Normandie que travessen el riu.

## Per a saber-ne més

### La pesca al Sena
Les ribes de la capital són abundants de peix. I com que la qualitat de l'aigua ha millorat en els últims anys, es pot consumir el producte de la seva pesca (no com fa 25 anys). Les espècies més escampades de París són: els silurs, els espets i les carpes.

### Les fonts del Sena
Les fonts del Sena són la propietat de la ciutat de París des del 1864.
Una gruta artificial es va construir el 1865 per protegir la font principal i l'estàtua d'una nimfa, que simbolitza el riu.

### Bateau Mouche
A París, hi ha un trànsit de viatgers, principalment turístic, un exemple és el Bateau Mouche que fa recorreguts per la ciutat de París i el qual es poden veure els monuments més importants de la ciutat.